# 续仙传
《续仙传》是沈汾编撰的一部记录神仙传说故事的著作，共3卷。收录唐朝到五代十国36人的成仙事迹。
书中36人除了道士以外，几乎包括了社会各阶层的人士。这宣扬了作者认为人人都可能成仙的观点。而这些人成仙的途径主要都是通过各种内丹术，以及服饰丹药，也有行善积德的方式成仙的。
此外，书中还有关于朝鲜道教的记载。